# Niger ved OL
Niger deltog første gang i olympiske lege under Sommer-OL 1964 i Tokyo og har siden deltaget i alle efterfølgende sommerlege undtaget Sommer-OL 1976 i Montréal og Sommer-OL 1980 i Moskva som de boykottede. De har aldrig deltaget i vinterlege. 

## Medaljeoversigt
| Nigers medaljer under de olympiske sommerlege | Nigers medaljer under de olympiske sommerlege | Nigers medaljer under de olympiske sommerlege | Nigers medaljer under de olympiske sommerlege | Nigers medaljer under de olympiske sommerlege | Nigers medaljer under de olympiske sommerlege |
| --------------------------------------------- | --------------------------------------------- | --------------------------------------------- | --------------------------------------------- | --------------------------------------------- | --------------------------------------------- |
| Lege                                          | Guld                                          | Sølv                                          | Bronze                                        | Totalt                                        | Rang                                          |
| 1964 Tokyo                                    | 0                                             | 0                                             | 0                                             | 0                                             | –                                             |
| 1968 Mexico by                                | 0                                             | 0                                             | 0                                             | 0                                             | –                                             |
| 1972 München                                  | 0                                             | 0                                             | 1                                             | 1                                             | 43                                            |
| 1976 Montréal                                 | Deltog ikke                                   | Deltog ikke                                   | Deltog ikke                                   | Deltog ikke                                   | Deltog ikke                                   |
| 1980 Moskva                                   | Deltog ikke                                   | Deltog ikke                                   | Deltog ikke                                   | Deltog ikke                                   | Deltog ikke                                   |
| 1984 Los Angeles                              | 0                                             | 0                                             | 0                                             | 0                                             | –                                             |
| 1988 Seoul                                    | 0                                             | 0                                             | 0                                             | 0                                             | –                                             |
| 1992 Barcelona                                | 0                                             | 0                                             | 0                                             | 0                                             | –                                             |
| 1996 Atlanta                                  | 0                                             | 0                                             | 0                                             | 0                                             | –                                             |
| 2000 Sydney                                   | 0                                             | 0                                             | 0                                             | 0                                             | –                                             |
| 2004 Athen                                    | 0                                             | 0                                             | 0                                             | 0                                             | –                                             |
| 2008 Beijing                                  | 0                                             | 0                                             | 0                                             | 0                                             | –                                             |
| 2012 London                                   | 0                                             | 0                                             | 0                                             | 0                                             | –                                             |
| 2016 Rio de Janeiro                           | 0                                             | 1                                             | 0                                             | 1                                             | 69                                            |
| 2020 Tokyo                                    |                                               |                                               |                                               |                                               |                                               |
| Totalt                                        | 0                                             | 1                                             | 1                                             | 2                                             |                                               |

## Medaljevindere
| Medalje | Navn                  | År                  | Sport     | Øvelse                 |
| ------- | --------------------- | ------------------- | --------- | ---------------------- |
| Bronze  | Issaka Daborg         | 1972 München        | Boksning  | Let weltervægt, herrer |
| Sølv    | Abdoul Razak Issoufou | 2016 Rio de Janeiro | Taekwondo | +80kg, herrer          |